# グリッドレイ級駆逐艦
グリッドレイ級駆逐艦（英語: Gridley-class destroyers）は、アメリカ海軍の駆逐艦の艦級。最初の2隻は1935年6月3日に建造され、1937年に就役した。残りの2隻は1936年3月に起工し、1938年に就役した。建造所はいずれもベスレヘム造船である。後級のバッグレイ級駆逐艦やベンハム級駆逐艦とほぼ同一の船体を持つゆえに、三級合わせて一つのクラスにする文献もある。
大日本帝国海軍では、2番艦クレイヴンをネームシップと認識し、「クラベン型駆逐艦」と呼んでいた（下記参照）。

## 概要

### 船体・兵装・機関
マハン級駆逐艦を元に建造された本級は同一の船体を有したが、機関部の改良が行われた結果、当時のアメリカ海軍駆逐艦中最も高速の艦として記録を樹立した（モーリーが1938年に42.8ノットを記録している）。これに伴い、煙突が大型の一本煙突にまとめられて外観上の大きな特徴となった。しかし、性能の上がった機関に対する燃料搭載量は十分とは言えず、燃費は悪化。マハン級と燃料搭載量に大きな違いはないものの、戦時における航続距離はマハン級よりも低下した。また、本級では16門（4連装片舷2基）の魚雷発射管を装備した。アメリカ海軍内では、日本海軍と同様に駆逐艦の雷装にこだわる人物が多数いたのか、マハン級における3基12門の魚雷発射管をもっと強化しようという声がマハン級の就役前から挙がっていた。この流れはジャイロ制御装置の発達などもあいまって、あわよくば全ての魚雷発射管から同一目標を雷撃できる戦術の構想に広がった。しかし、その代償として5インチ砲は1基減らされる事となった。前部にのみ砲塔が装着されるのもマハン級と同様である。次級であるバッグレイ級駆逐艦とほぼ同じ船体であるが、復原性に問題があった。

### 戦歴・兵装の変遷
全隻が太平洋戦争勃発直後から機動部隊の護衛にあたり、1942年6月のミッドウェー海戦後はソロモン諸島の戦いに転戦した。1943年8月6日のベラ湾夜戦にはクレイヴンとモーリーが参加し、日本海軍駆逐艦萩風、嵐、江風の3隻を雷撃で撃沈。グリッドレイ級の戦歴のハイライトとなった。その後も、ギルバート諸島、マーシャル諸島、マリアナ諸島およびフィリピン近海で引き続き機動部隊や火力支援部隊に随伴し続けた。しかし、次に述べる事情から漸次太平洋戦線から離れる事となった。
前述したように、バッグレイ級とほぼ同じ船体を持ちながら復原性に問題があった。これは対空火器の増強の上で大きなネックとなった。1943年中旬までに既存の12.7ミリ機銃の換装と増強によって20ミリ機銃を合計8基装備したが、グリッドレイ級における対空火器の増強は、これが精一杯だった。40ミリ機関砲は重量の関係で搭載せず、ファラガット級駆逐艦以降のアメリカ海軍駆逐艦の中で40ミリ機関砲を唯一搭載しなかったクラスとなった。1944年10月に神風特別攻撃隊が出現して以降、20ミリ機銃だけしか持たないグリッドレイ級は対空火器が貧弱と判断され、全隻が真珠湾や本国への回航のついでに大西洋方面に回航された。この際、魚雷発射管のうち後部の2基が撤去された。終戦後は1947年までに全隻が売却され処分された。
なお、一本煙突のアメリカ海軍駆逐艦というのはそれなりのインパクトがあったのか、1944年10月25日のレイテ沖海戦で栗田健男中将の日本艦隊が第77.4.3任務群（通称「タフィ3」。クリフトン・スプレイグ少将）を攻撃した際、日本側は反撃に出てきた護衛駆逐艦サミュエル・B・ロバーツ (USS Samuel B. Roberts, DE-413) を「クラベン型駆逐艦」（グリッドレイ級）として識別している。

## 同型艦
- グリッドレイ (USS Gridley, DD-380)　※ウィックス級(DD-92)以来二代目

由来の人物は、オリンピア艦長として米西戦争のマニラ湾海戦を制したチャールズ・V・グリッドレイ大佐。
ベスレヘム造船フォアリバー造船所にて1935年6月3日起工、1936年12月1日進水、1937年6月24日就役。1946年4月18日退役後、1947年解体。
- クレイヴン (USS Craven, DD-382)　※コールドウェル級(DD-70)以来三代目

由来の人物は、南北戦争のモービル湾の海戦で触雷沈没したテカムセ号にて戦死したチュニス・A・M・クレイヴン中佐。
ベスレヘム造船フォアリバー造船所にて1935年6月3日起工、1937年2月25日進水、1937年9月2日就役。1946年4月19日退役後、1947年解体。
- マッコール (USS McCall, DD-400)　※ポールディング級(DD-28)以来二代目

由来の人物は、米英戦争中にボクサー号と戦い、拿捕に成功したエンタープライズ号船長エドワード・R・マッコール。
ベスレヘム造船サンフランシスコ工場にて1936年3月17日起工、1937年11月20日進水、1938年6月22日就役。1945年11月30日退役後、1947年解体。
- モーリー (USS Maury, DD-401)　※ウィックス級(DD-100)以来二代目

由来の人物は、海洋学者として海軍天文台の監修やバージニア軍事研究所の教職を務めたマシュー・フォンテーン・モーリー。
ベスレヘム造船サンフランシスコ工場にて1936年3月24日起工、1938年2月14日進水、1938年8月5日就役。1945年10月19日退役後、1946年解体。